# Заболотне (Калузька область)
Заболотне (рос. Заболотное) — присілок в Малоярославецькому районі Калузької області Російської Федерації.
Населення становить 24 особи. Входить до складу муніципального утворення Присілок Шум'ятино.

## Історія
Від 2004 року входить до складу муніципального утворення Присілок Шум'ятино.

## Населення
| 2002 | 2010 |
| ---- | ---- |
| 30   | ↘24  |